# جهنمية مبكرة
الجهنمية المبكرة (الاسم العلمي:Bougainvillea praecox) هي نوع من النباتات يتبع جنس الجهنمية من الفصيلة الشبية.